# Злобинский сельсовет
Злобинский сельсовет — сельское поселение в Тоцком районе Оренбургской области Российской Федерации.
Административный центр — село Злобинка.

## История
Статус и границы сельского поселения установлены Законом Оренбургской области от 2 сентября 2004 года № 1424/211-III-ОЗ «О наделении муниципальных образований Оренбургской области статусом муниципального района, городского округа, городского поселения, установлении и изменении границ муниципальных образований».

## Население
| 2010 | 2012 | 2013 | 2014 | 2015 | 2016 | 2017 |
| ---- | ---- | ---- | ---- | ---- | ---- | ---- |
| 327  | ↘316 | ↗318 | ↘302 | ↘298 | ↘293 | ↘288 |
| 2018 | 2019 | 2020 | 2021 |      |      |      |
| ↘277 | ↘266 | ↘263 | ↘257 |      |      |      |

## Состав сельского поселения
| № | Населённый пункт | Тип населённого пункта       | Население |
| - | ---------------- | ---------------------------- | --------- |
| 1 | Елховка          | село                         | 1         |
| 2 | Злобинка         | село, административный центр | 326       |
| 3 | Ковешинка        | село                         | →0        |